# Andrew Strominger

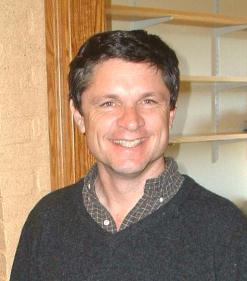
Andrew Strominger an der Harvard University

Andrew Eben Strominger (* 30. Juli 1955 in Cambridge, England) ist ein US-amerikanischer Theoretischer Physiker und Stringtheoretiker.
Strominger ist der Sohn von Jack L. Strominger, Professor für Biochemie in Harvard. Er studierte an der Harvard University (Bachelor 1977) und promovierte 1982 bei Roman Jackiw am Massachusetts Institute of Technology mit der Arbeit The Large Symmetry Approximation in Quantum Field Theory. 1986 wurde er Forschungsstipendiat der Alfred P. Sloan Foundation (Sloan Research Fellow). Er ist zurzeit Professor an der Harvard University.
Zu seinen wissenschaftlichen Beiträgen zählen unter anderem Arbeiten mit Cumrun Vafa zur mikroskopischen Ursache (im Rahmen der Stringtheorie) der Entropie Schwarzer Löcher (welche thermodynamisch von Stephen Hawking und Jacob Bekenstein berechnet wurde), eine Arbeit zur Kompaktifizierung von Superstrings mit Calabi-Yau-Mannigfaltigkeiten (mit Philip Candelas, Gary Horowitz und Edward Witten ), Arbeiten zur AdS/CFT-Korrespondenz (eine Variation der AdS/CFT-Korrespondenz), S-Branen, OM-Theorie (Open Membrane, mit Nathan Seiberg und Shiraz Minwalla), nichtkommutativen Solitonen (mit Shiraz Minwalla und Rajesh Gopakumar), Mirror-Symmetrie und T-Dualität (mit Eric Zaslow und Shing-Tung Yau), sowie Stringtheorie.
Mit Horowitz war er auch einer derjenigen, die Hinweise auf Brane-Lösungen der Stringtheorie Anfang der 1990er Jahre fanden.
2001 wurde Strominger in die American Academy of Arts and Sciences gewählt, 2011 in die National Academy of Sciences. 2008 erhielt er den Eisenbud-Preis.
Für 2014 wurden Strominger der Physics Frontiers Prize, die Dirac-Medaille des ICTP und die Oskar-Klein-Medaille zugesprochen, für 2016 der Dannie-Heineman-Preis für mathematische Physik und für 2017 der Breakthrough Prize in Fundamental Physics. 

## Schriften
- Lectures on the infrared structure of gravity and gauge theory, Princeton UP 2018